# Luisenkirche
La Luisenkirche (letteralmente: «chiesa di Luisa» – intendendosi la regina Luisa di Prussia) è una chiesa evangelica di Berlino, sita nel nucleo storico del quartiere di Charlottenburg.
In considerazione della sua importanza storica e architettonica, è posta sotto tutela monumentale (Denkmalschutz).

## Storia
Per rispondere alle necessità spirituali della nuova città di Charlottenburg (fondata nel 1705), nel 1708 venne creata una nuova parrocchia distaccandone il territorio dalla parrocchia di Lietzow.
Le funzioni religiose si tennero inizialmente in spazi di fortuna, ma nel 1712 fu possibile dare avvio alla costruzione della chiesa, seguendo un progetto di Philipp Gerlach rielaborato da Martin Böhme (e semplificato, per contenere i costi).
La chiesa fu consacrata il 12 luglio 1716 dal prevosto Michael Roloff della chiesa di Friedrichswerder di Berlino.
Dopo meno di un secolo, l'edificio presentava già danni costruttivi rilevanti, in particolare al tetto che minacciava di crollare; intervenne pertanto l'architetto Karl Friedrich Schinkel, che nel 1821 redasse un progetto di restauro che prevedeva l'erezione di una torre sul lato occidentale, e il completo ridisegno degli interni, fino ad allora molto spartani, in un più decoroso stile neoclassico con solide colonne corinzie a sostenere i matronei.
La costruzione, ritardata per motivi finanziari, fu avviata nel 1823; la chiesa venne riconsacrata l'11 giugno 1826 e venne battezzata «Luisenkirche» per decreto del re Federico Guglielmo III in ricordo della regina Luisa, scomparsa prematuramente nel 1810 e molto amata dai sudditi.
La chiesa riportò danni gravissimi durante il secondo conflitto mondiale: in conseguenza dei bombardamenti fu incendiata e anche le strutture murarie risultarono in buona parte distrutte.
La ricostruzione, condotta sotto la guida di Hinnerk Scheper, ebbe inizio nel 1950 e si concluse sei anni più tardi; essa portò al ripristino quasi completo degli esterni (escluso il tetto a punta della torre, sostituito da un tetto a falde), mentre l'interno venne completamente ridisegnato in stile moderno creando un ambiente unico.
Sul finire degli anni ottanta del XX secolo gli interni furono nuovamente ridisegnati su progetto di Jochen Langeheinecke; ne risultò un'opera postmoderna che nelle intenzioni vorrebbe riallacciarsi all'intervento neoclassico schinkeliano.

## Caratteristiche

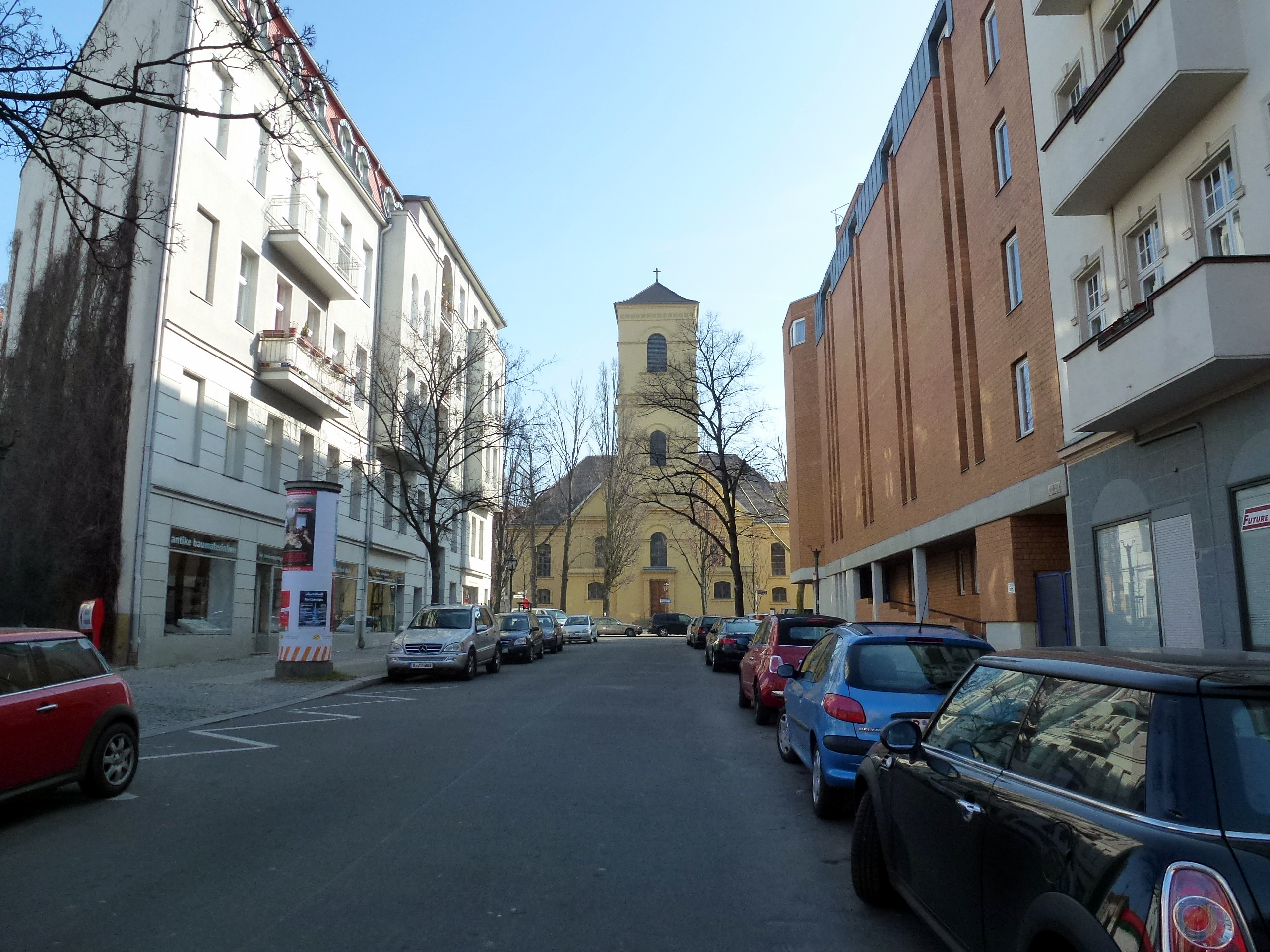
La Luisenkirche costituisce il fondale prospettico della Schustehrusstraße

La Luisenkirche è posta in posizione isolata al centro di una piazza di forma circolare (il Gierkeplatz); l'ingresso principale, posto sul lato occidentale, costituisce il fondale prospettico della Schustehrusstraße.
La chiesa aveva originariamente una pianta a croce greca, simmetrica su tutti i quattro lati e con un altare centrale. Tale struttura venne modificata dall'intervento edilizio di Schinkel, che aggiunse la torre sul lato occidentale creando un ingresso principale, e contemporaneamente chiuse il braccio orientale con un muro, dietro il quale venne ricavata una sacrestia. Contemporaneamente i matronei d'origine, molto spartani, vennero ridisegnati in stile neoclassico con colonne corinzie.
La ricostruzione successiva alla seconda guerra mondiale modificò nuovamente gli interni: gli interventi di Schinkel vennero cancellati, creando uno spazio unitario in stile moderno, ornato dalle vetrate di Ludwig Peter Kowalski e dal crocifisso di Gerhard Schreiter.
Infine, l'ulteriore ricostruzione postmoderna degli anni ottanta del XX secolo ripristinò il muro divisorio che chiude il braccio orientale, dietro il quale sono nuovamente ospitati degli spazi parrocchiali.

### Esplicative
1. ↑  La città di Charlottenburg venne annessa nel 1920 alla "Grande Berlino" e da allora ne costituisce un quartiere.

### Bibliografiche
1. ↑  (DE) Liste, Karte, Datenbank - Denkmaldatenbank - Luisenkirche, su stadtentwicklung.berlin.de. URL consultato il 31 ottobre 2018 (archiviato dall'url originale il 1º novembre 2018).
2. 1 2 3 4 5 6 7 8 9 10 11 12  Kühne e Stephani (1978).
3. 1 2 3 4 5 6 7 8  Wörner (2001).
4. 1 2 3 4 5 6 7  Hoffmann-Tauschwitz (2003).